# Advanced Industrial Engineering
Das advanced Industrial Engineering (aIE) basiert auf dem klassischen Industrial Engineering (IE) und verfolgt das Ziel durch den Einsatz neuer Methoden die Wandlungsfähigkeit von Fabriken zu erhöhen.

## Begriff
Das aIE vereint das Grundlagenwissen der Arbeits- und Prozessplanung – dem Industrial Engineering – mit den Methoden, Modellen und Verfahren zur Erhöhung der Wandlungsfähigkeit und erweitert diese um die Prämissen durchgängiger Prozessketten, partizipativer Planung und integrierter Planungsverfahren. Digitale Werkzeuge & Methoden sowie die Potentiale des Technologiemanagements komplettieren das Fundament. Das aIE befasst sich mit der Planung der Netzwerke, Fabriken, Prozesse, Maschinen, Einrichtungen und der betrieblichen Organisation.
Einen wesentlichen Beitrag des aIE leisten die computerbasierten Simulations- und Visualisierungstools die allgemein unter dem Begriff „Digitale Werkzeuge“ zusammengefasst werden. Die Anwendung digitaler Werkzeuge lässt es zu, Prozesse bereits vor der physischen Ausführung mittels Modellierung, Berechnung und Simulation zu optimieren und so die Strukturen der Produktion permanent anpassen zu können. Eine gemeinsame Integrationsplattform für Software ist maßgeblich, da der Gesamtprozess von verschiedenen Mitarbeitern aus unterschiedlichen Planungsbereichen wie Prozess-, Material- und Logistikplanung, Layoutgestaltung, Architektur usw. bearbeitet wird.
Einen weiteren Beitrag des aIE in die Planung und Adaption von Produktionssystemen liefert das Technologiemanagement. Es fördert das Erkennen und Umsetzen von Technologiepotentialen in unternehmensbezogene Erfolgspotentiale, um Wettbewerbsvorteile zur Erhaltung der Wettbewerbsfähigkeit zu schaffen. Es liefert somit eine Aussage darüber, wie effizient die Grundlage der Wertschöpfung in einem Produktionsprozess – die Technik – eingesetzt wird. Dabei ist besonders hervorzuheben, dass nicht die innovativste Produktionstechnologie automatisch die größten Wettbewerbsvorteile schafft. Berücksichtigt man bestehende Produktionsstrukturen und Technologien sind durch das Vordringen in den Grenzbereich einer reifen Technologie ungenutzte Leistungspotentiale bei konstantem Qualitätsniveau aktivierbar. Es gilt bestehende Technologien durch moderne Simulations- und Visualisierungstools näher an die physikalischen Grenzen zu bringen und dies den Potentialen und Risiken neuer Technologien gegenüberzustellen.

## Aus- und Weiterbildungsangebote
Die Bildungsangebote werden nach Angaben der Anbieter für folgende Branchen Angeboten:
- Automotive/OEM und Zulieferindustrie, Chemie/Kunststoffe, Dienstleistungsbranchen
- Elektrotechnik/Elektronik, Healthcare/Pharma, Holz-/Möbel, Industrie, Lebens- und Genussmittel
- Logistikdienstleister, Maschinenbau/Produktion, Textilindustrie, Telekommunikation

## Inhalte
| - Klassisches Industrial Engineering - Ganzheitliche Produktionssysteme – Lean Management - Personalmanagement - Rolle des Industrial Engineer in modernen Unternehmen - Innovative Fertigungsverfahren für eine flexible Produktion - Produktionsoptimierung - Wissensmanagement in der Produktion - Planungs- und Kontrollsysteme - Analysemethoden der Produktion: Wertstromanalyse (WSA) | - Monitoring in der Produktion - Controlling und Leistungsverrechnung - Kennzahlen in der Produktion - Rationalisierung - Durchführung von KVP-Workshops - Konstruktions-/ Prozess-FMEA - Produktdatenmanagement (PDM) und Product-life-cycle-management (PLM) - Entgeltsysteme | - Fabrikstrukturplanung nach methodischer Vorgehensweise - Versorgungslogistik, Produktionslogistik und Auftragsmanagement - Distributionslogistik - Termin- und Kapazitätsplanung für die anpassungsfähige Produktion - Ergonomische Arbeitsplatzgestaltung nach MTM zur Produktivitätssteigerung - MTM-Planungsmethoden - REFA-Methoden - IT-Systeme |